# Umberto Tozzi
Umberto Tozzii, (n. 4 martie 1952, Torino, Italia) este un cantautor italian.